# Stazione di Torralba
Stazione di Torralba vasútállomás Olaszországban, Szardínia régióban, Torralba településen.

## Vasútvonalak
Az állomást az alábbi vasútvonalak érintik:
- Cagliari–Golfo Aranci Marittima-vasútvonal

## Kapcsolódó állomások
A vasútállomáshoz az alábbi állomások vannak a legközelebb: 
- Stazione di Mores-Ittireddu
- Stazione di Giave